# Rhipidia multipunctigera
Rhipidia multipunctigera är en tvåvingeart som först beskrevs av Alexander 1946.  Rhipidia multipunctigera ingår i släktet Rhipidia och familjen småharkrankar.
Artens utbredningsområde är Ecuador. Inga underarter finns listade i Catalogue of Life.